# ガリオット

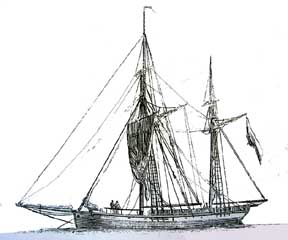
ガリオットのDictionnaire de la Marine

ガリオットあるいはギャリオット（Galiot、Galliot）とは、帆船の一種。ガレウタ（葡: Galeota）とも。

## ガリオットの種類
地中海で用いられたガリオットは小型のガレー船で、1本あるいは2本のマストと20本程度の櫂を持ち、帆と櫂の両方を推進力とした。軍艦として運用する場合は一般的に、口径の小さい大砲を2門から10門、兵士を50人から150人程度載せていた。
一方、17世紀以降のネーデルラント連邦共和国で用いられたガリオットは別のタイプで、ケッチのような1本あるいは2本のマストを持ち、フリュートのような丸い船底を持っていた。重量はそれまでの物より50トンから300トンほど重く、横転防止用のスタビライザーを備えていた。それらの多くはドイツとの交易に用いられた。
フランスで用いられたガリオットは、コルベット程度の大きさで2本のマストを持つ臼砲艦のこれまた別タイプであった。
フィリップ・ヘンリー・ゴスの『Age of Piracy』では、1504年にローマ教皇の船を2隻拿捕したオリック･レイス率いる船はガリオットであったとしている。